# Убивства в Руді-Ружанецькій

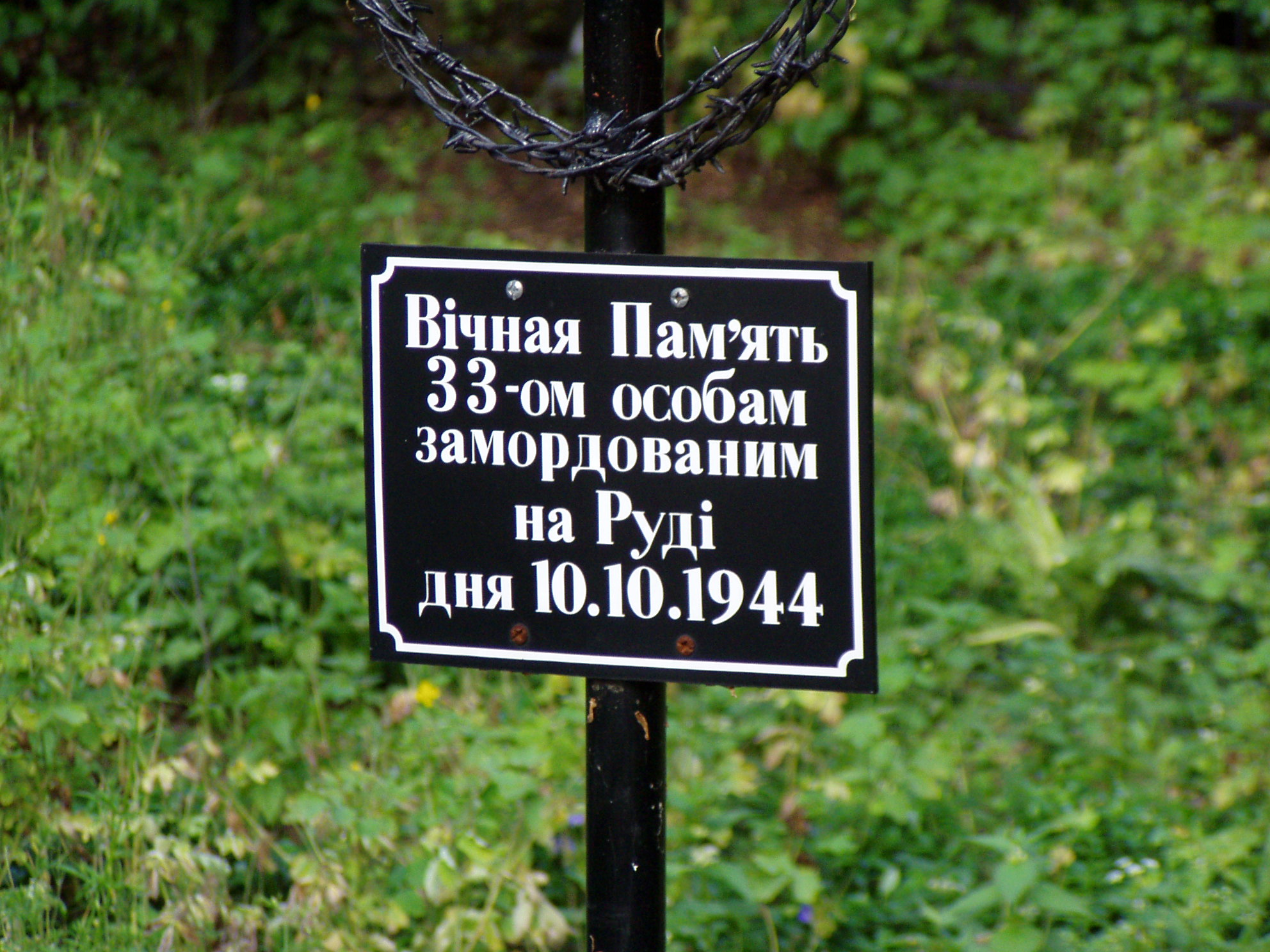
Табличка на могилі невинно убієнних заручників

Вбивства в Руді-Ружанецькій (пол. Zbrodnia w Rudzie Różanieckiej) — масове вбивство українців у Руді-Ружанецькій (нині — у Підкарпатському воєводстві Польщі), скоєне 10 жовтня 1944 р. вояками польської Громадянської міліції та місцевими поляками, внаслідок чого загинуло 33 українці (за іншими даними — 32). Родичі вбитих тільки після виселення дізналися про долю своїх близьких, але місця їх поховань не знають і дотепер.

## Історія
У жовтні 1944 року колишній український Любачівський район, як і деякі інші західні райони Львівської області, Радянський Союз передав своєму новоутвореному сателітові Польській Республіці.
10 жовтня 1944 року в селах Люблинці-Новому і Старому співробітники новоствореної Громадянської міліції з Чесанова і Руди-Ружанецької арештували 35 чоловіків, зокрема і греко-католицького священика о. Олександра Козенка як заручників за трьох викрадених і вбитих польських офіцерів (за іншою версією — лісників та гайового) і повели їх до Руди-Ружанецької. По дорозі захопили двох мешканців присілка Жари Шеремету й Ванкевича, а перестрівши солтиса зі Старого Люблинця, який саме вирушав на сесію до Цешанова, забрали і його.
Двох людей, у тому числі греко-католицького священика, звільнили, щоб ті могли передати жителям Люблинця ультиматум: польські силовики вимагали повернути тих трьох викрадених, провину за зникнення яких вони покладали на українців (хоча невідомо, що з ними сталося насправді). Також обов'язковою умовою було повернутися цим двом відпущеним українцям до кінця дня — на день раніше за поляків. У противному разі поляки погрожували розстріляти всіх інших українців (одного із заручників було вбито при спробі втечі). Інших українців міліціонери тримали у відділку міліції в Руді-Ружанецькій. Після того, як збіг строк ультиматуму, всіх заручників було розстріляно.
Агафія Грицько (до шлюбу — Комар) у своїх спогадах, оприлюднених у книжці «1947. Пропам'ятна книга» авторства Богдана Гука, пише:
|  | Правда, рано на другий день було чути стріли, але ми не вірили, що то їх постріляли, бо хто міг додуматися, що могло дійти аж до такого вбивства. Солтиса дочка Чабаниха та Когутиха їздили питатися за них до Руди. Їм сказали йти додому, бо їх хлопів на Руді нема! |

Рідні вбитих і жителі Люблинця довідалися про долю своїх близьких і сусідів лише після 1947 року, у Західнопоморському воєводстві, куди були виселені у рамках акції «Вісла».
|  | Потім у селі Швеція коло Валча мешкали поляки з Руди, які нам казали, що бачили наших люблинчан з пов'язаними дротом руками, вони зістали там всі побиті. Один із них мав навіть утікати, був у білому светрі, але не втік. Стільки ж сиріт тоді лишилося у нас! І ніхто не міг довідатися, що сталося з батьками й братами, |

 — згадує пані Агафія.
Жертви були поховані поряд із відділком міліції у колишніх окопах. Дещо згодом тіла викопали і перевезли в інше, невідоме місце. Останків не знайдено донині. Символічна могила вбитих українців у Руді-Ружанецькій міститься на території греко-католицького цвинтаря у Люблинці-Старому.
Постановою від 18 вересня 2002 року прокурор відділу комісії з розслідування злочинів проти польського народу в Ряшеві Ельжбета Барнас-Любас припинила слідство в справі вбивства 9-10 листопада 1944 року 32 українців, мешканців сіл Люблинець-Новий, Люблинець-Старий та прилеглих хуторів Любачівського повіту. Розслідуванням було встановлено, що арештували українців працівники польської міліції та «уря́ду безпеки», якими керував начальник відділу цієї міліції в Руді-Ружанецькій Ян Резеревич, при цьому їх били, кричали: «ти, українцю!» Тіла застрелених чоловіків, а також жінки з дитиною, були викинуті на розтерзання диким звірам. Прокурор визнала, що їхньою єдиною провиною було те, що вони були українцями, що це була добре спланована вищим польським керівництвом акція з метою витіснення українців та що це був злочин проти людяності, який не має строку давнини. Однак, покликаючись на відсутність архівних документів та те, що дехто з колишніх міліціонерів вже помер, інших не можуть розшукати, а ті, що живі, та на яких свідчать, що вони брали участь в арешті, кажуть, що вже все забули, прокурор припинила слідство в справі вбивства. Водночас прокурор не з'ясувала, хто спланував це душогубство та хто його скоював.